# Institut Max-Planck de physique des plasmas
L'Institut Max-Planck de physique des plasmas (en allemand, Max-Planck-Institut für Plasmaphysik, IPP) est un institut de recherche fondamentale allemand voué à l'étude de la physique des plasmas. Il est l'un des instituts émanant de la Société Max-Planck.
Il est installé sur 2 sites : Garching près de Munich (fondé en 1960) et Greifswald (fondé en 1994). 

## Source
- (en) Cet article est partiellement ou en totalité issu de l’article de Wikipédia en anglais intitulé « Max Planck Institute of Plasma Physics » (voir la liste des auteurs).